# یاوان (شهر)
شهر یاوان (به تاجیکی: Ёвон) در ولایت ختلان در کشور تاجیکستان واقع شده‌است. جمعیت این شهر ۱۸٬۴۱۱ نفر است.این شهر در حدود یک ساعتی دوشنبه (پایتخت تاجیکستان) واقع شده و صنایع فعال در آن کارخانۀ سیمان یاوان و کارخانۀ آرماتور چینی است. فعالیت اکثر مردم کشاورزی می‌باشد.